# Мексикано-эфиопские отношения
Мексикано-эфиопские отношения — двусторонние дипломатические отношения между Мексикой и Эфиопией.

## История
Эфиопия была единственной страной в Африке, которую никогда не колонизировали европейские страны. В 1935 году Италия вторглась на территорию Эфиопии и начала оккупацию в течение следующих пяти лет. Это событие стало известным под названием вторая итало-эфиопская война. В Лиге Наций Мексика была одной из пяти стран, которые осудили агрессию Италии. Благодаря этому Эфиопия сохранила своё место в собрании и осталась её членом. Спустя пару лет после Второй Мировой войны, в 1949 году между Мексикой и Эфиопией были установлены дипломатические отношения. В 1954 году император Хайле Селассие стал первым главой африканского государства, который официально посетил Мексику.
В 1963 году обе страны открыли посольства в столицах друг друга. Однако, Мексика закрыла своё посольство в Эфиопии в 1989 году из-за финансовых причин, и Эфиопия последовали их примеру в 1990 году. В 2007 году Мексика вновь открыла своё посольство в Аддис-Абебе.
В ознаменование Мексиканской помощи во время итальянской оккупации главная площадь в Аддис-Абебе назвали Мексиканской площадью.
В июне 2012 года премьер-министр Эфиопии Мелес Зенауи посетил Мексику для участия в G-20 на высшем уровне. В 2014 году обе страны отмечены 65-летие со дня установления дипломатических отношений.

## Торговые отношения
В 2014 году объём двусторонней торговли между Эфиопией и Мексикой составил 5,9 млн. долларов США.